# Temperatura
Temperatura (lat.: zagrijanost, toplina; oznaka t, T, τ ili θ) je jedna od osnovnih fizikalnih veličina u Međunarodnom sustavu jedinica, koja opisuje toplinsko stanje i sposobnost tijela ili tvari da izmjenjuju toplinu s okolinom. Ona ovisi o tome koliko unutarnje energije sadrži neko tijelo određene mase i tlaka. Temperatura ne može prelaziti s tijela na tijelo, nego prelazi toplina, a temperature se izjednačavaju.
Temperatura je mjera zagrijanosti tijela, a proporcionalna je unutarnjoj kinetičkoj energiji.
Empirijska temperatura (oznaka t) određuje se promjenom nekih svojstava (na primjer duljine stupca žive u staklenoj cijevi, volumena, električne vodljivosti) termometrijskoga tijela.
Termodinamička temperatura (oznaka T) određuje se osnovnim zakonima termodinamike. Mjerna jedinica termodinamičke temperature jest kelvin (K). Za mjerenje temperaturnih intervala (T2 – T1) može se koristiti mjerna jedinica Celzijev stupanj (°C) pri čem je Celsiusova temperatura: t = (T – 273,15 K).
Apsolutna temperatura određuje se polazeći od najniže moguće temperature u prirodi, takozvane apsolutne nule temperature, tako da se nekoj referentnoj temperaturi, koja se može točno određivati, dogovorom propiše određena vrijednost.

## Pojam topline i temperature
Ako stavimo ruku u posudu s vrućom vodom i držimo je nekoliko sekundi, a zatim je stavimo u posudu s toplom vodom, učinit će nam se kao da je ta voda hladna. Stavimo li ruku u hladnu vodu i držimo li je nekoliko sekundi, a onda je uronimo u onu toplu vodu, imat ćemo osjet kao da smo je stavili u vruću vodu. Odatle vidimo da čovječji osjet nije mjerodavan za prosuđivanje stanja nekoga fizikalnog tijela, to jest njegove temperature. 
Toplina i temperatura nisu jedno te isto. To najbolje možemo uočiti iz jednog primjera. U dvije po veličini različite prostorije ložimo peć iste veličine tako da trošimo istu količinu goriva na sat; vidjet ćemo da će temperature prostorija biti različite. Veća prostorija imat će manju temperaturu, a manja veću, iako je svaka prostorija, to jest zrak u prostoriji, primio istu količinu topline izgaranjem jednake količine goriva. Dva fizikalna tijela mogu imati istu količinu topline, a različitu temperaturu. Da bi veća prostorija imala istu temperaturu kao manja, morali bismo većoj dati veću količinu topline, to jest morali bismo potrošiti veću količinu goriva. Odatle vidimo da dva fizikalna tijela mogu imati istu temperaturu, ali različitu količinu topline. 
Međutim, što je toplina? Na to pitanje odgovara molekularno-kinetička teorija topline. Molekule u tijelima ne miruju, nego se nalaze u stalnom gibanju, čija brzina može biti veća ili manja. Bušenjem, glodanjem, tokarenjem i rezanjem pomoću alatnih strojeva, kao i kod svake obrade materijala alatom, stvara se toplina. Toplina nastaje na osnovu utrošenog mehaničkog rada, a i na račun kinetičke energije. Udarom čekića, koji ima kinetičku energiju, o nakovanj stvara se toplina. Tu se kinetička energija ne pretvara samo u toplinu nego i u energiju zvuka i u mehanički rad potreban za deformaciju tijela. Pri sudaru dvaju tijela prenosi se gibanje, to jest kinetička energija s jednog tijela na drugo. To ne vrijedi samo za velika tijela nego i za sitne čestice, to jest molekule. Kinetička energija čekića pretvara se u kinetičku energiju molekula, to jest u njihovo nevidljivo gibanje. Toplina je, dakle, kinetička energija molekularnog gibanja. 
Što tijelo više grijemo, molekule se sve brže gibaju i imaju sve veću kinetičku energiju. Zbog toga se molekule međusobno udaljavaju, pa kruto tijelo taljenjem prelazi u tekuće agregatno stanje. Tekuće tijelo zagrijavanjem prelazi u plinovito agregatno stanje. Molekule vode daljim zagrijavanjem kod vrelišta odlaze u zrak. Voda prelazi u vodenu paru. Para ima toliku kinetičku energiju da tjera parni stroj. Koliki je stupanj toga molekularnog gibanja, kazuje temperatura. Temperatura je, dakle, stupanj toplinskog stanja tijela i o njoj ovisi agregatno stanje tijela. 
Onaj dio nauke o toplini koji se bavi toplinom kao jednim oblikom energije i proučava pretvaranje toplinske energije u mehaničku radnju zove se termodinamika. Budući da je to pretvaranje naročito važno kod plinova, to se termodinamika bavi u prvom redu toplinskim promjenama kod plinova.

### Definicija temperature
Pojam temperature može se odrediti na više načina. Osjećamo kada je neko tijelo toplije ili hladnije od našeg tijela, a uočavamo i fizikalne promjene obujma, tlaka i agregatnog stanja koje pri tome nastaju. Na temelju toga određene su iskustvene temperaturne ljestvice kao što su Celzijeva i Fahrenheitova koje se i danas koriste u većini primjena. Za njih je svojstveno postojanje negativnih vrijednosti temperatura, jer je ishodište ljestvice utvrđeno proizvoljno. U fizici, a posebno termodinamici, temperatura se određuje tako da je ishodište temperaturne ljestvice utvrđeno na temelju fizikalnih načela (apsolutna nula). Tako određena temperatura se formalno naziva apsolutna temperatura ili termodinamička temperatura.
U okviru kinetičke teorija plinova apsolutna se temperatura određuje pri razmatranju monoatomnog idealnog plina. U takvom plinu, koji se nalazi u |termodinamičkoj ravnoteži, srednja kinetička energija <Ek> čestica u sustavu centra mase ne ovisi o vrsti plina i iznosi:
{\displaystyle <E_{k}>={\frac {3}{2}}\cdot k_{B}\cdot T}
gdje je: {\displaystyle k_{B}} - Boltzmannova konstanta, a T - apsolutna temperatura. Ovaj izraz odnosi se sustav s tri prostorne dimenzije (tri stupnja slobode), pa je srednja kinetička energija za svaki pojedini smjer:
{\displaystyle <E_{k}>={\frac {1}{2}}\cdot k_{B}\cdot T}
Dakle, ovako određena temperatura je mjera za srednju energiju mnoštva čestica koje se nalaze u termodinamičkoj ravnoteži i ne može poprimiti negativne vrijednosti. Gore navedeni izraz ima općenitije značenje i naziva se teorem ekviparticije energije.

#### Apsolutna termodinamička temperatura
Ovo određivanje temperature polazi od rada povratnog (reverzibilnog) toplinskog stroja, za koji je omjer temperatura toplog i hladnog spremnika jednak omjeru količine topline predane iz toplog i primljene u hladni spremnik:
{\displaystyle {\frac {T_{A}}{T_{B}}}={\frac {Q_{A}}{Q_{B}}}}
Ovo je univerzalna definicija temperature, stoga što je neovisna o materijalu (supstanci) i načinu rada toplinskog stroja, dokle god je toplinski stroj reverzibilan.

## Povijest
Prvi korak u proučavanju topline bio je izum termometra koji je omogućivao mjerenja i uspoređivanje toplinskoga stanja različitih tijela. Taj mjerni instrument morao je biti reverzibilan, to jest vratiti se nakon prestanka djelovanja topline u početno stanje, te pokazivati isti učinak za jednaka toplinska stanja različitih tijela. Prvi instrument za mjerenje temperature, termoskop, izradio je Galileo Galilei početkom 17. stoljeća, a osnivao se na toplinskom širenju plina. Prvi termometar, koji je omogućivao preciznija mjerenja temperature, izumio je Ferdinando II. Medici 1654. Uskoro se, kako bi se mogla usporediti dva mjerenja, pojavila potreba za temperaturnom ljestvicom. Pokazalo se najkorisnije da se temperaturni razmak između dvaju određenih toplinskih stanja nekoga tijela uzme kao osnovica temperaturne ljestvice, koja se onda može podijeliti na povoljan broj dijelova (stupnjeva). Uzimajući dvije određene točke umjesto jedne, jednoznačno se određuje mjerna jedinica iskustvene (empirijske) temperature.

## Mjerne jedinice temperature
Postoji više mjernih jedinica za temperaturu. U Europi temperaturu mjerimo u Celzijevim stupnjevima (°C), a u SAD-u su uvriježeni Fahrenheitovi stupnjevi (°F). Jedinica SI za termodinamičku temperaturu je kelvin (K), dok se u SAD-u još koristi i Rankineov stupanj.
Jednadžbe za pretvaranje brojevnih vrijednosti uobičajenih temperaturnih ljestvica:
K = °C + 273,15
°C = 5/9 · (°F - 32)
°F = °C/0,55 + 32  ili preciznije :°F = °C/(5/9) + 32 
Tablica koja prikazuje neke često korištene temperature s vrijednostima izraženim na raznim temperaturnim ljestvicama:
| Opis                                            | Kelvinova | Celzijeva | Fahrenheitova | Rankineova | Delisleova | Newtonova | Réaumurova | Rømerova |
| ----------------------------------------------- | --------- | --------- | ------------- | ---------- | ---------- | --------- | ---------- | -------- |
| Apsolutna nula                                  | 0         | -273,15   | -459,67       | 0          | 559,725    | -90,14    | -218,52    | -135,90  |
| Fahrenheitova mješavina leda i soli             | 255,37    | -17,78    | 0             | 459,67     | 176,67     | -5,87     | -14,22     | -1,83    |
| Talište leda/ledište vode (pri normalnom tlaku) | 273,15    | 0         | 32            | 491,67     | 150        | 0         | 0          | 7,5      |
| Temperatura ljudskoga tijela                    | 310,15    | 37        | 98,6          | 558,27     | 94,5       | 12,21     | 29,6       | 26,925   |
| Vrelište vode                                   | 373,15    | 100       | 212           | 671,67     | 0          | 33        | 80         | 60       |
| Talište titanija                                | 1941      | 1668      | 3034          | 3494       | -2352      | 550       | 1334       | 883      |

## Mjerni instrumenti
Za mjerenje temperature služi mjerni instrument koji se zove termometar. On se osniva na pojavama da se fizikalna tijela zagrijavanjem rastežu, a ohlađivanjem stežu, i da toplina prelazi s tijela više temperature na tijelo s nižom temperaturom. Živa se upotrebljava za punjenje termometra zbog njezinog svojstva da se zagrijavanjem jako i pravilno rasteže i brzo poprima temperaturu okoline. Termometar se sastoji od uske staklene cijevi (kapilare) koja je svuda istog promjera, dok se na donjem kraju proširuje u valjkastu ili kuglastu posudicu. Kod određivanja termometarske skale uzete su kao osnovne točke ledište vode, to jest ona temperatura kod koje se voda smrzava, a led tali, i vrelište vode, to jest ona temperatura kod koje voda kod normalnog tlaka zraka vrije (vrelište). Razmak između ove dvije osnovne točke razdijeli se na sto jednakih dijelova i dobije se Celzijusova skala temperature. Ledište vode označuje se s 0 °C, za vrelište + 100 °C. Za mjerenje nižih temperatura od ledišta vode produžuje se skala ispod nule, a za više temperature od vrelišta vode produžuje se iznad + 100 °C. Temperatura ispod ledišta označuje se s minus, a iznad ledišta vode s plus. U meteorologiji, mjerni instrumenti za mjerenje temperature su smješteni u meteorološkim zaklonima na 2 metra iznad zemlje radi uklanjanja nepovoljnih utjecaja osunčavanja, vjetrova i oborina, a omogućuje stalnu izmjenu zraka izvana.

### Mjerenje temperature pojedinačnim očitavanjem
- običan živin termometar (mokri i suhi),
- maksimalni živin termometar,
- minimalni alkoholni termometar,
- tlačni termometar,
- bimetalni termometar,
- otporni termometar,
- pirometar,
- psihrometar.

### Mjerenje neprekidnim bilježenjem
- termograf

## Temperatura tijela
Temperatura tijela mjerilo je toplinskoga stanja organizma; posljedica je ravnoteže između stvaranja i izdavanja topline (termoregulacija). U čovjeka, kao i u toplokrvnih (homeotermnih) životinja, temperatura u unutrašnjosti organizma održava se razmjerno stalnom, bez obzira na temperaturu okoliša, što je u prvome redu nužno za pravilnu funkciju enzima. Temperatura hladnokrvnih (poikilotermnih) životinja ovisi o temperaturi okoliša. Temperatura se obično mjeri u ustima (oralna ili sublingvalna temperatura), pod pazuhom (aksilarna temperatura) ili u debelome crijevu (rektalna temperatura). Među zdravim pojedincima temperatura pokazuje razmjerno veliku varijabilnost: oralna temperatura iznosi između 36,4 i 37,6 °C, aksilarna temperatura približno je 0,5 °C niža od oralne, a rektalna temperatura približno 0,5 °C viša od oralne. Temperatura je obično niža u jutarnjim satima, a viša u večernjima. Tijekom vrlo napornoga mišićnog rada temperatura se privremeno može povisiti i do 40 °C. U žena temperatura ovisi o fazi menstruacijskoga ciklusa: u drugoj polovici ciklusa ona je približno 0,3 °C viša nego u prvoj polovici. Povišena temperatura (vrućica ili groznica) može imati različite uzroke, a najčešće je posljedica upalnih procesa i zaraza. U male djece termoregulacija još nije dobro razvijena, pa temperatura može biti povišena i bez patoloških razloga. Umjereno povišenje tjelesne temperature naziva se subfebrilnom temperaturom. Ako se temperatura povisi na 40,0 do 42,0 °C, može nastati toplinski udar, a ako se snizi na približno 25,0 °C (na primjer pri boravku u ledenoj vodi), čovjek obično umire zbog srčanoga zastoja.

## Temperatura zraka
Temperatura zraka, u meteorologiji, je temperatura u prizemnom sloju atmosfere koja nije uvjetovana toplinskim zračenjem tla i okoline ili Sunčevim zračenjem. Mjeri se na visini od 2 metra iznad tla. Temperatura zraka mijenja se tijekom dana i tijekom godine. Dnevni hod ovisi o dobu dana i veličini i vrsti naoblake i može se znatno promijeniti pri naglim prodorima toploga ili hladnoga zraka ili pri termički jako izraženim vjetrovima, na primjer fenu, činuku ili buri. Godišnji hod ovisi o položaju Zemlje prema Suncu, zemljopisnom položaju mjesta, te o klimatskim promjenama. U našim zemljopisnim širinama u prosjeku je najhladniji mjesec siječanj, a najtopliji srpanj. Zbog utjecaja topline tla, uz samo tlo temperatura zraka naglo se mijenja, pa razlika između temperature zraka na 2 metra visine i one pri tlu može iznositi i do 10 stupnjeva. Temperatura zraka pri tlu mjeri se termometrima postavljenima 5 centimetara iznad tla. Najniža je do sada izmjerena temperatura zraka – 89,2 °C na stanici Vostok (Antarktika, 1983.), a najviša 57,3 °C u mjestu Asisija (Libija, 1923.).

## Vanjske poveznice
|  | Zajednički poslužitelj ima još gradiva o temi Temperatura |